# Lithobius blascoi
Lithobius blascoi är en mångfotingart som beskrevs av J.R. Eason 1991. Lithobius blascoi ingår i släktet Lithobius och familjen stenkrypare.
Artens utbredningsområde är Spanien. Inga underarter finns listade i Catalogue of Life.